# راين (لويزيانا)
راين (بالإنجليزية: Rayne, Louisiana)‏ هي مدينة تقع في الولايات المتحدة في لويزيانا. يقدر عدد سكانها بـ 7,953 نسمة .

## التركيبة السكانية
حدّد مكتب تعداد الولايات المتحدة بيانات التركيبة السكانية لراين في تعداد الولايات المتحدة. في ما يلي، التركيبة السكانية حسب تعدادي 2000 و2010.

### تعداد عام 2000
بلغ عدد سكان راين 8,552 نسمة بحسب تعداد عام 2000، وبلغ عدد الأسر 3,183 أسرة وعدد العائلات 2,227 عائلة مقيمة في المدينة. في حين سجلت الكثافة السكانية 869.1 نسمة لكل كيلومتر مربع (2,251.0/ميل2). وبلغ عدد الوحدات السكنية 3,480 وحدة بمتوسط كثافة قدره 353.7 لكل كيلومتر مربع (916.1/ميل2).
وتوزع التركيب العرقي للمدينة بنسبة 65.55% من البيض و33.52% من الأمريكيين الأفارقة و0.11% من الأمريكيين الأصليين و0.16% من الأمريكيين ذوي الأصول الآسيوية و0.19% من الأعراق الأخرى و0.47% من عرقين مختلطين أو أكثر و0.81% من الهسبانيون أو اللاتينيون من أي عرق.
بلغ عدد الأسر 3,183 أسرة كانت نسبة 40.5% منها لديها أطفال تحت سن الثامنة عشر تعيش معهم، وبلغت نسبة الأزواج القاطنين مع بعضهم البعض 45.1% من أصل المجموع الكلي للأسر، ونسبة 20.5% من الأسر كان لديها معيلات من الإناث دون وجود شريك، بينما كانت نسبة 4.5% من الأسر لديها معيلون من الذكور دون وجود شريكة وكانت نسبة 30% من غير العائلات. تألفت نسبة 26.7% من أصل جميع الأسر من عدة أفراد يعيشون في نفس المنزل ونسبة 11.7% كانت تتألف من شخص يعيش بمفرده يبلغ من العمر 65 عاماً أو أكثر. وبلغ متوسط حجم الأسرة المعيشية 2.64، أما متوسط حجم العائلات فبلغ 3.22.
بلغ العمر الوسطي للسكان 33.8 عاماً. وكانت نسبة 29.6% من القاطنين تحت سن الثامنة عشر، وكانت نسبة 9.1% بين الثامنة عشر والرابعة والعشرين عاماً، ونسبة 26.8% كانت واقعةً في الفئة العمرية ما بين الخامسة والعشرين والرابعة والأربعين عاماً، ونسبة 20.4% كانت ما بين الخامسة والأربعين والرابعة والستين، ونسبة 12.3% كانت ضمن فئة الخامسة والستين عاماً فما فوق. يوجد لكل 100 أنثى 86.1 ذكر، ويوجد لكل 100 أنثى في الثامنة عشر من عمرها فما فوق 79.6 ذكر.
بلغ متوسط دخل الأسرة في المدينة 22,369 دولارًا، أما متوسط دخل العائلة فبلغ 27,991 دولارًا. وكان متوسط دخل الذكور 27,140 دولارًا مقابل 14,980 دولارًا للإناث. وسجل دخل الفرد الخاص بالمدينة 12,588 دولارًا. وكانت نسبة 24.5% من العائلات ونسبة 29.5% من السكان تحت خط الفقر، وكان من هؤلاء نسبة 38.4% تحت سن الثامنة عشر ونسبة 24.7% في الخامسة والستين من العمر وما فوق.

### تعداد عام 2010
بلغ عدد سكان راين 7,953 نسمة بحسب تعداد عام 2010، وبلغ عدد الأسر 3,158 أسرة وعدد العائلات 2,034 عائلة مقيمة في المدينة. في حين سجلت الكثافة السكانية 808.2 نسمة لكل كيلومتر مربع (2,093.2/ميل2). وبلغ عدد الوحدات السكنية 3,531 وحدة بمتوسط كثافة قدره 358.8 لكل كيلومتر مربع (929.3/ميل2).
وتوزع التركيب العرقي للمدينة بنسبة 62.49% من البيض و35.13% من الأمريكيين الأفارقة و0.29% من الأمريكيين الأصليين و0.18% من الأمريكيين ذوي الأصول الآسيوية و0.01% من سكان جزر المحيط الهادئ و0.26% من الأعراق الأخرى و1.63% من عرقين مختلطين أو أكثر و1.48% من الهسبانيون أو اللاتينيون من أي عرق.
بلغ عدد الأسر 3,158 أسرة كانت نسبة 34% منها لديها أطفال تحت سن الثامنة عشر تعيش معهم، وبلغت نسبة الأزواج القاطنين مع بعضهم البعض 37.5% من أصل المجموع الكلي للأسر، ونسبة 21.5% من الأسر كان لديها معيلات من الإناث دون وجود شريك، بينما كانت نسبة 5.4% من الأسر لديها معيلون من الذكور دون وجود شريكة وكانت نسبة 35.6% من غير العائلات. تألفت نسبة 31.2% من أصل جميع الأسر من عدة أفراد يعيشون في نفس المنزل ونسبة 12.7% كانت تتألف من شخص يعيش بمفرده يبلغ من العمر 65 عاماً أو أكثر. وبلغ متوسط حجم الأسرة المعيشية 2.48، أما متوسط حجم العائلات فبلغ 3.11.
بلغ العمر الوسطي للسكان 37.8 عاماً. وكانت نسبة 26.2% من القاطنين تحت سن الثامنة عشر، وكانت نسبة 9% بين الثامنة عشر والرابعة والعشرين عاماً، ونسبة 23.4% كانت واقعةً في الفئة العمرية ما بين الخامسة والعشرين والرابعة والأربعين عاماً، ونسبة 26.4% كانت ما بين الخامسة والأربعين والرابعة والستين، ونسبة 14.9% كانت ضمن فئة الخامسة والستين عاماً فما فوق. وتوزع التركيب الجنسي للسكان بنسبة 47.4% ذكور و52.6% إناث.

## أعلام
- جوني ألان
- ديفيد لورانس
- لورانس ووكر
- جوش ريد